# Chaetocladius holmgreni
Chaetocladius holmgreni är en tvåvingeart som först beskrevs av Jacobson 1898.  Chaetocladius holmgreni ingår i släktet Chaetocladius och familjen fjädermyggor.
Artens utbredningsområde är Northwest Territories, Kanada. Det är osäkert om arten förekommer i Sverige. Inga underarter finns listade i Catalogue of Life.